# Бурохвоста чагарниця
Бурохвоста чагарни́ця (Pterorhinus) — рід горобцеподібних птахів родини Leiothrichidae. Представники цього роду мешкають в Азії. Раніше представників цього роду відносили до роду Чагарниця (Garrulax), однак за результатами молекулярно-генетичного дослідження, опублікованого у 2018 році, вони були переведені до відновленого роду Pterorhinus.

## Види
Виділяють 23 види:
- Тимельовець гімалайський (Pterorhinus ruficollis)
- Тимельовець асамський (Pterorhinus nuchalis)
- Тимельовець китайський (Pterorhinus chinensis)
- Чагарниця каштановоголова (Pterorhinus mitratus)
- Чагарниця жовтодзьоба (Pterorhinus treacheri)
- Тимельовець вохристобокий (Pterorhinus vassali)
- Тимельовець жовтогорлий (Pterorhinus galbanus)
- Тимельовець синьоголовий (Pterorhinus courtoisi)
- Тимельовець бутанський (Pterorhinus gularis)[10][11]
- Тимельовець рудокрилий (Pterorhinus delesserti)
- Чагарниця білогорла (Pterorhinus albogularis)
- Чагарниця вохристобока (Pterorhinus ruficeps)
- Чагарниця монгольська (Pterorhinus davidi)
- Чагарниця пекторалова (Pterorhinus pectoralis)
- Тимельовець рудий (Pterorhinus poecilorhynchus)
- Тимельовець білочеревий (Pterorhinus caerulatus)
- Тимельовець іржастий (Pterorhinus berthemyi)
- Бабакс китайський (Pterorhinus lanceolatus)
- Бабакс гірський (Pterorhinus woodi)[12][13]
- Бабакс великий (Pterorhinus waddelli)
- Бабакс рудий (Pterorhinus koslowi)
- Чагарниця білоброва (Pterorhinus sannio)
- Чагарниця маскова (Pterorhinus perspicillatus)

## Етимологія
Наукова назва роду Pterorhinus походить від сполучення слів дав.-гр. πτερον — перо і ῥινος — ніздря.